# Structure of Management Information
Structure of Management Information, (SMI) je ve výpočetní technice upravená podmnožina ASN.1 používaná v Simple Network Management Protocol (SNMP) pro definování množin (“modulů“) příbuzných spravovaných objektů v Management Information Base (MIB).
SMI se skládá ze tří složek: definice modulů, definice objektů a definice notifikací.
- Definice modulů se používají pro popis informačních modulů. Pro detailní popis sémantiky informačního modulu se používá ASN.1 makro MODULE-IDENTITY.
- Definice objektů popisují spravované objekty. Pro detailní popis syntaxe a sémantiky spravovaných objektů se používá ASN.1 makro OBJECT-TYPE.
- Definice notifikací (nazývaných také „traps“) se používají pro popis asynchronních (anglicky unsolicited) signálů nesoucích informace o událostech vzniklých ve spravovaných objektech. Pro detailní popis syntaxe a sémantiky notifikací se používá ASN.1 makro NOTIFICATION-TYPE.

## Implementace
- libsmi, knihovna pro jazyk C pro přístup k MIB informacím[1]